# Лизо, Брижитт
Брижитт Лизо (фр. Brigitte Liso) — французский политик, член партии Вперёд, Республика!, депутат Национального собрания Франции.

## Биография
Родилась 29 июля 1959 г. в Лилле (департамент Нор). Работала в частных компаниях, занималась вопросами связи с общественностью, сетевым маркетингом в области реализации лекарственных средств. В 2010 году открыла в Лилле ресторан современной французской кухни, а в 2015 году - кондитерскую, ставшую популярной у жителей города.
Является президентом ассоциации La java à Raoul, сохраняющей и использующей имидж Рауля де Годварвельде (Raoul de Godewarsvelde), известного в 70-е годы шансонье; ассоциация поддерживает популярную на севере Франции группу Capenoules (в переводе с пикардийского диалекта - "Хулиганы").
В 2017 году публично поддержала  Эмманюэля Макрона и его партию Вперёд, Республика!. На  выборах в Национальное собрание 2017 г. стала кандидатом Вперёд, Республика! по 4-му избирательному округу департамента Нор и одержала победу, получив во 2-м туре 58,75 % голосов.
На региональных выборах 2021 года она поддерживает список LaREM, возглавляемый Лораном Пьетрашевски.
Член парламента и парламентские должности
После своего избрания в июне 2017 года она сначала вошла в состав Комиссии по делам культуры и образования Национального собрания, а затем в 2019 году стала членом Комиссии по иностранным делам. В июле 2019 года баллотировалась в квесторы Национального собрания.
В 2020 году она была назначена докладчиком информационной миссии по правам женщин во всем мире и применению Стамбульской Конвенции в Комитете по иностранным делам.
В июне 2022 года Брижитт Лизо в результате очередных выборов в Национальное собрание была переизбран депутатом во втором туре, набрав 56,1 % голосов.